# Име (граматика)
Името е част на речта, която обичайно включва съществителни, прилагателни и числителни имена. Характерно за имената е, че в изречението могат да бъдат заместени с местоимения.